# Yerpa
Yerpa (anche noto come: Brag Yer-pa, Drak Yerpa, Druk Yerpa, Dagyeba, Dayerpa, e Trayerpa), si trova a breve distanza a nord est di Lhasa, in Tibet, e consiste di un monastero e di un certo numero di grotte per la meditazione.

## Descrizione
Drak Yerpa è situato su un'altura nella contea di Dagzê. L'accesso alla Valle di Yerpa si trova a circa 16 km da Lhasa sulla riva settentrionale del fiume Kyichu, da dove si devono percorrere altri 10 km per raggiungere le antiche grotte per la meditazione situate nelle pareti calcaree della medesima valle (in tibetano: བྲག་ཡེར་པ་, Wylie: Brag Yer-pa). Di fronte a esse si trova un antico sito funerario. Si dice che la valle sia stata visitata dal leggendario eroe Gesar di Ling, la cui presenza sarebbe provata dai fori lasciati dalle sue frecce nelle alture.

## Storia

### Primi anni
Nel sito si trovano un certo numero di tempietti ed eremitaggi, e nelle alture si celano diversi dei più antichi siti per la meditazione noti in Tibet, alcuni antecedenti addirittura all'epoca buddista, tra cui i più famosi sono quelli tradizionalmente connessi con Songtsen Gampo (604–650 CE), tradizionalmente ritenuto il 33º sovrano della dinastia Yarlung e il 1º imperatore del Tibet unificato. Fu sua moglie, Monza Triucham, a fondare il tempio Yerpa in questo luogo.
Si dice che lui stesso e le sue due mogli straniere, una nepalese e l'altra cinese, abbiano meditato nel Tempio Peu Marsergyi e nel Chogyel Puk, scoprendo simboli autogenerati di corpo, parola e mente del Buddha.
Vi avrebbe meditato e praticato yoga tantrico anche Padmasambhava, ovvero Guru Rinpoche (fine VIII - inizi IX secolo) in compagnia della sua consorte Yeshe Tsogyal, trascorrendo 7 mesi in meditazione nel Dawa Puk, che è considerato uno dei suoi tre più importanti luoghi di conseguimento.
Quando, nell'842, Lhalung Pelgyi Dorje assassinò l'imperatore Langdarma, contrario al buddismo e sostenitore dei Bön, si dice che Padmasambhava abbia trascorso 22 anni lì a meditare nascosto in una grotta, dove il suo cappello fu conservato fino al 1959...
Yerpa divenne uno dei tre più importanti centri di meditazione e ritiro del Tibet centrale. Si dice che vi abbiano meditato anche diversi tra i discepoli di Guru Rinpoche (Padmasambhava). Lo stesso Atiśa (982 – 1054) svolse una vasta attività di predicazione nella valle. Il suo eremitaggio è ora in rovina, ma nel XIX secolo ospitava 300 monaci e costituiva la sede estiva del tempio Ramoche di Lhasa.
Secondo cronache più tarde sia Songtsen Gampo sia Trisong Detsen fondarono templi a Yerpa, e Klu-mes Tshul-khrims vi avrebbe proceduto a ristrutturazioni nell'XI secolo.
Vuole la tradizione che allorché nacque Gungri Gungsten, l'unico figlio di Songtsen Gampo, datogli dalla moglie Mangza Tricham, Principessa di Mang, "Una cappella e uno stupa dedicati alla divinità tutelare di madre e figlio furono eretti sulla falda di una locale montagna rocciosa che ricordava un'immagine seduta di Tārā".

### Controllo dei Gelugpa
In seguito alla riforma di Tsongkhapa (1357–1419) l'antico tempio dei Kadampa, Yerpa Drubde, passò sotto il controllo dei Gelugpa.
Dopo la morte del quarto Dalai Lama (1589–1617), nel 1618, i monaci di Sera e Drepung a Lhasa inscenarono una rivolta contro le forze della dinastia Tsangpa, e quelli che non furono uccisi si rifugiarono nel monastero di Taklung, nel nord est. Khöntön Rinpoché, che aveva cercato di convincere quelli di Sera a evitare la violenza, si trasferì a Yerpa finché non tornò la calma.. Yerpa perse i suoi beni e fu posta sotto la giurisdizione di Taklung.

### Anni recenti
Almeno dall'inizio del XIX secolo fino al 1959 Yerpa ospitava circa 300 monaci e fungeva anche da residenza del Collegio Tantrico dell'Ordine Gyuto di Lhasa.
Il monastero Drubde, residenza estiva del Collegio Gyutö è stato distrutto nel 1959.
Durante la Rivoluzione culturale del 1966–76 tutto il complesso di Yerpa, compresi il monastero Drak Yerpa e la residenza estiva del Collegio Tantrico Superiore sono stati completamente distrutti, anche se di recente, con l'ausilio di lavoro volontario e di donazioni, una parte dei templi rupestri e Drak Yerpa sono stati parzialmente restaurati.

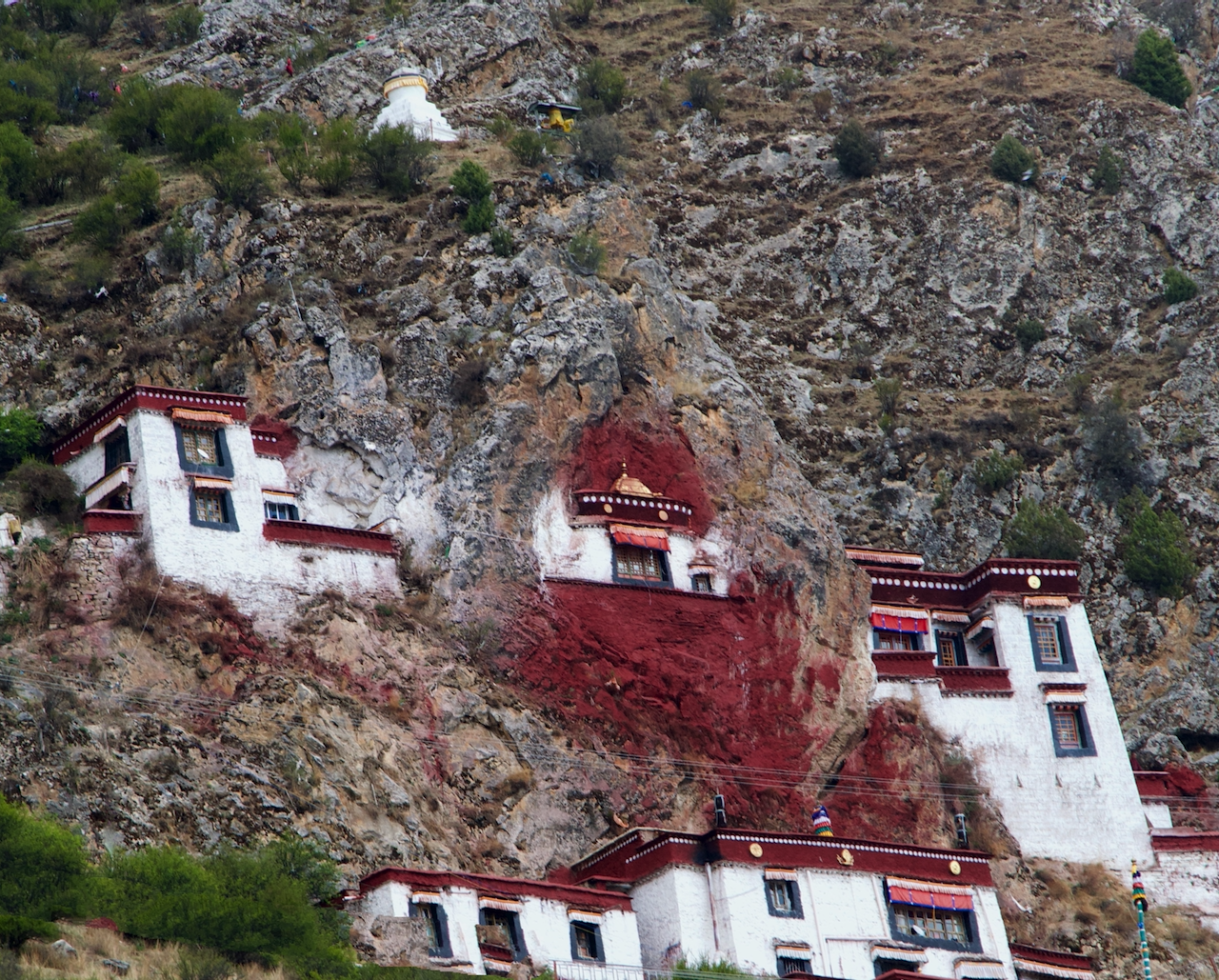
Il monastero Drak Yerpa nel 2015

Dopo le violenze dell'ottobre 1987 a Lhasa, a Yerpa è arrivata la polizia, che ha affisso sulle porte del tempio cartelli in cui si diffidava dal partecipare ad "attività controrivoluzionarie", e nel 1998 il governo ha fatto distruggere un certo numero di cappelle che erano state costruite senza autorizzazione. Nel 2008 il numero di monaci cui era consentito risiedere a Yerpa era ancora rigorosamente controllato

## Galleria d'immagini

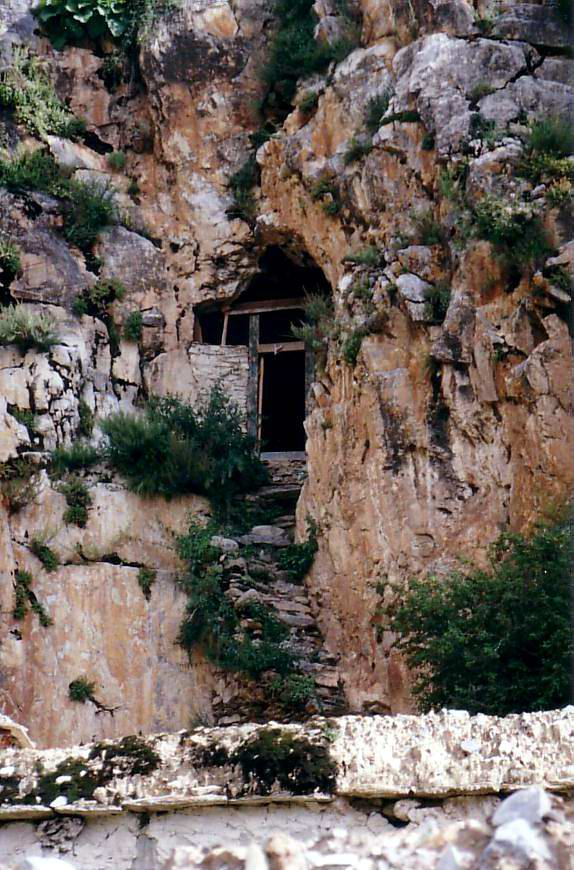
Ingresso della grotta di Guru Rinpoche a Dawa Puk
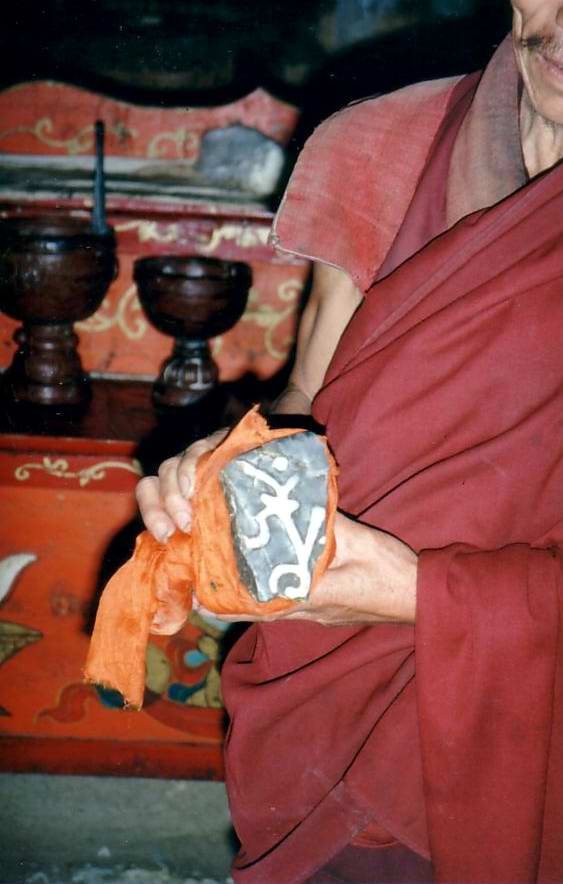
Simbolo sacro auto originato
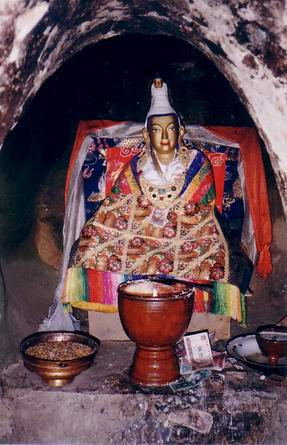
Statua dell'imperatore Songtsän Gampo nella sua cava per la meditazione a Yerpa
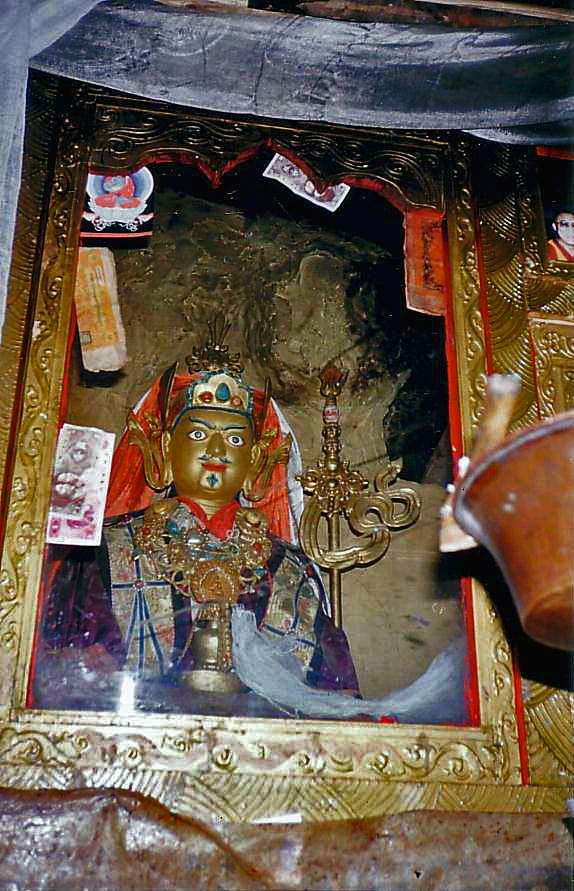
Statua di Guru Rinpoche nella sua grotta per la meditazione
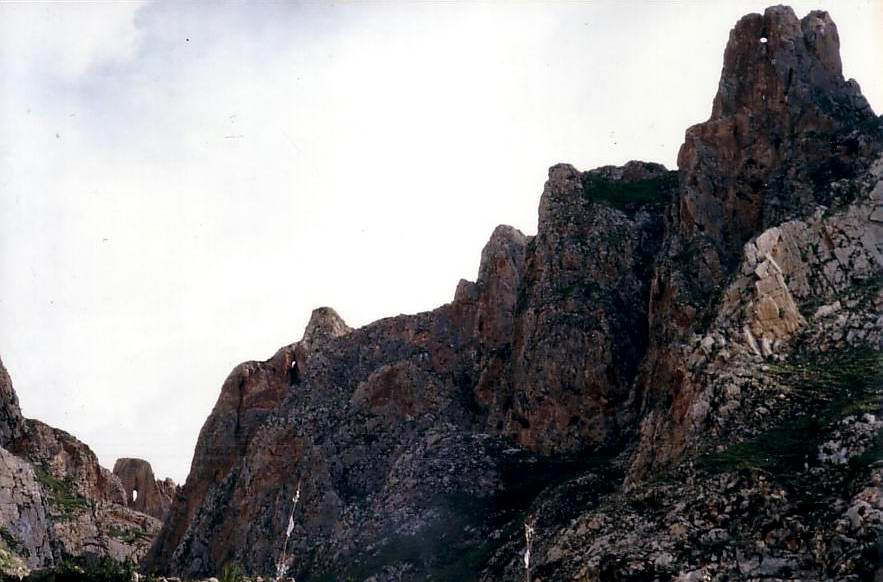
Fori delle frecce di Gesar
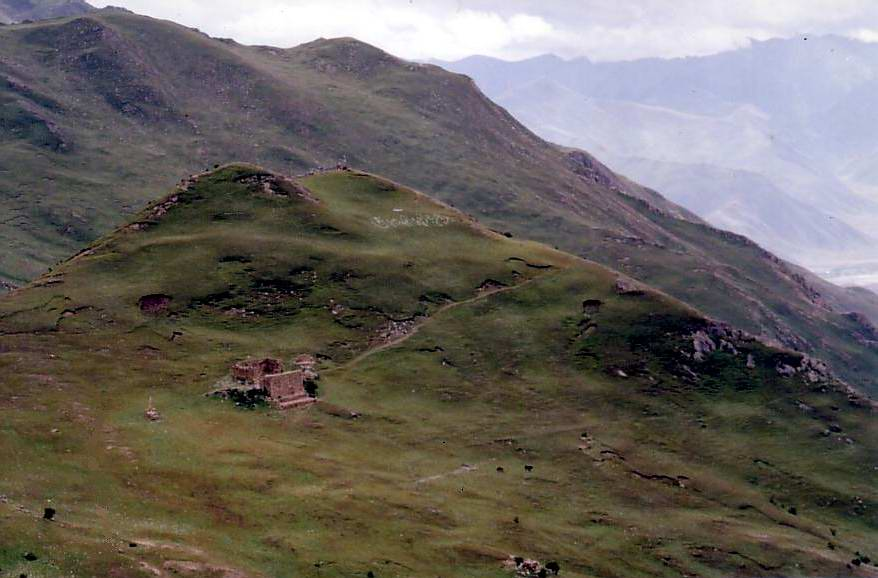
Sito funerario
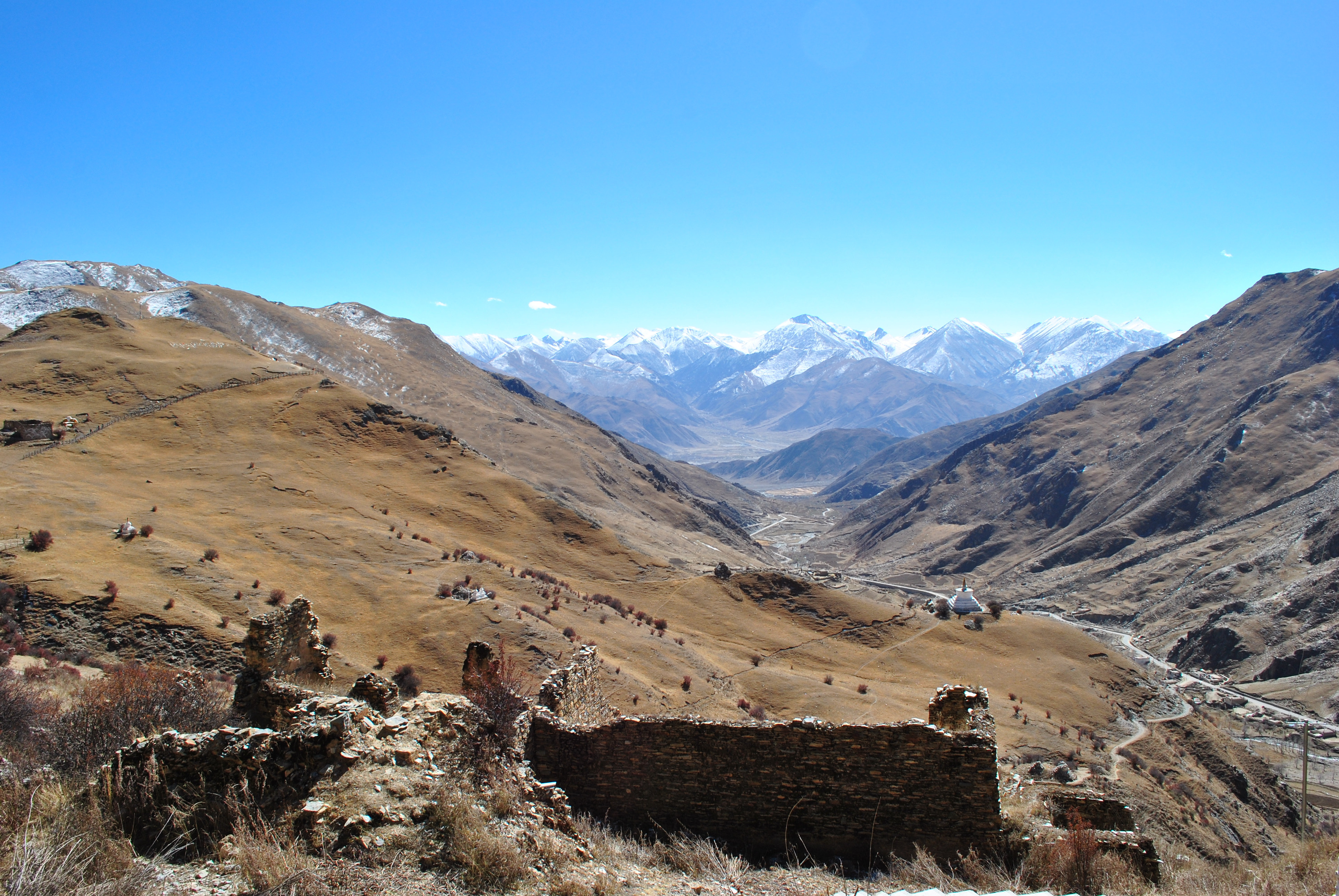
La Valle di Drak Yerpa in Tibet
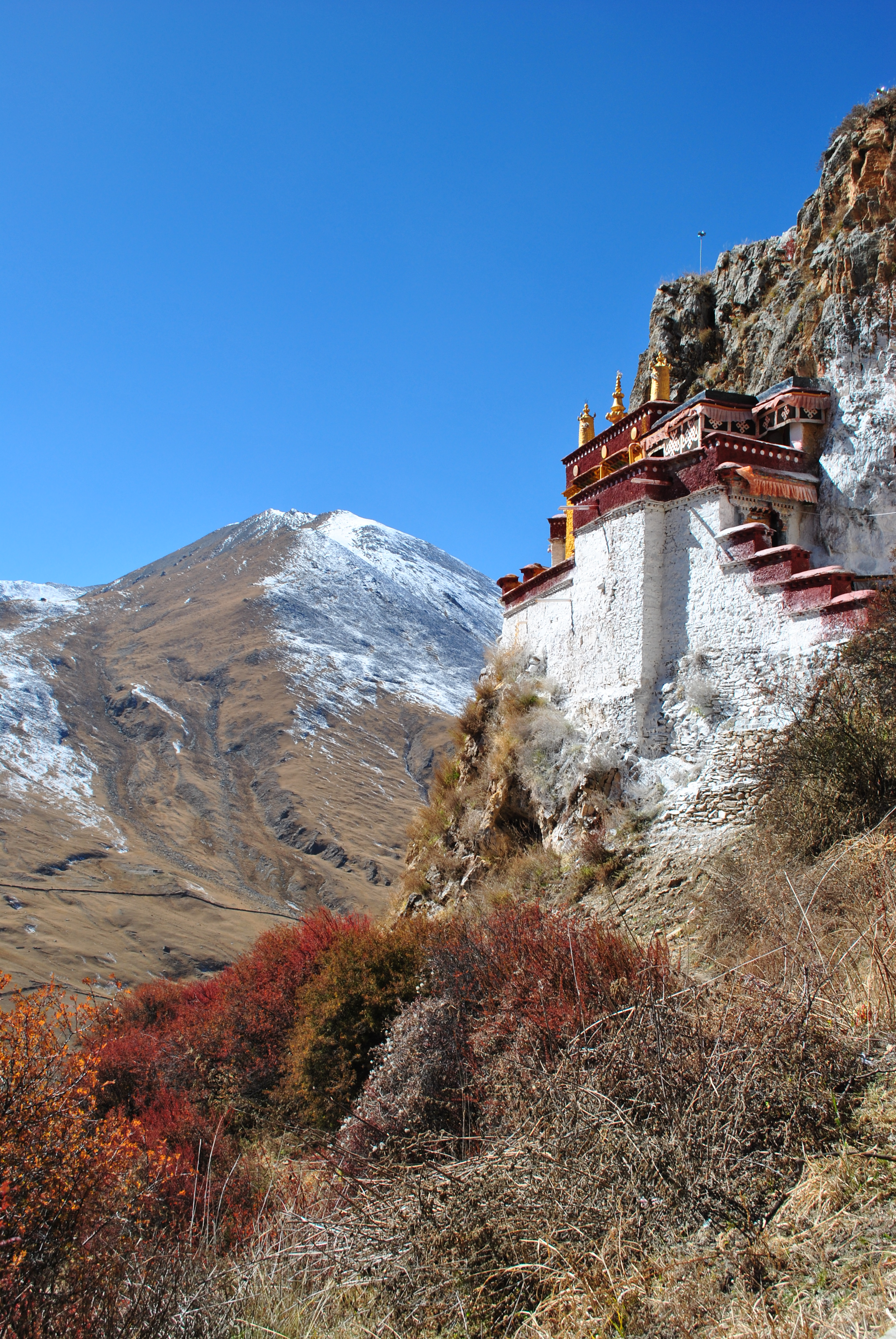
Drak Yerpa